# Hartmut Boockmann
 (juin 2023).
Hartmut Boockmann (né le 22 août 1934 à Marienbourg et mort le 15 juin 1998 à Göttingen) est un historien allemand qui a principalement étudié la fin du Moyen Âge. De 1975 à 1998, il enseigne comme professeur d'histoire médiévale et moderne aux universités de Kiel, Göttingen et à l'université Humboldt de Berlin.

## Biographie
Hartmut Boockmann est l'aîné de quatre enfants et a grandi à Strasbourg-en-Prusse-Occidentale. Son père est employé et devient plus tard directeur d'une caisse d'épargne. La famille Boockmann doit fuir la Prusse-Occidentale en 1944 et s'installe avec les grands-parents de Boockmann à Babelsberg près de Potsdam. Boockmann y vit neuf ans et passe son Abitur en 1953. À l'âge de dix-neuf ans, il doit fuir l'Allemagne de l'Est et la famille s'installe à Stuttgart. Boockmann y effectue un apprentissage d'édition. Il étudie ensuite l'histoire, l'allemand et la philologie classique, d'abord à l'université de Tübingen et à partir du semestre d'hiver 1956/57 à Göttingen. En 1962, il se marie avec l'historienne Andrea Johansen, fille de l'historien Paul Johansen (de). À Göttingen, il obtient son doctorat en 1961 auprès d'Hermann Heimpel avec une thèse sur Laurentius Blumenau (de), chartreux et juriste du Grand Maître de l'Ordre Teutonique. Boockmann devient l'assistant de Heimpel. Il s'habilite en 1974 avec la contribution Johannes Falkenberg, der Deutsche Orden und die polnische Politik. Boockmann enseigne en tant que professeur d'histoire médiévale et moderne à l'Université de Kiel (1975-1982), de 1982 en tant que successeur de Reinhard Wenskus (de) jusqu'à sa mort à l'Université de Göttingen et entre 1992 et 1995 en tant que successeur de Bernhard Töpfer (de) à l'Université Humboldt de Berlin.
Au cours de l'année universitaire 1986/1987, Boockmann est chargé de recherche au Collège historique (de) de Munich. En novembre 1992, il donne sa conférence inaugurale sur les églises civiles à la fin du Moyen Âge à l'Université Humboldt de Berlin. À Berlin, il fournit une aide au développement pour la science historique. Boockmann décède d'une tumeur au cerveau en 1998 à l'âge de 63 ans. Le 15 janvier 1999, un service commémoratif académique a lieu pour Boockmann dans l'auditorium de l'Université de Göttingen. Les étudiants académiques importants de Boockmann sont Andreas Ranft (de), Malte Prietzel (de), Thomas Vogtherr (de), Uwe Israel (de), Arnd Reitemeier (de) et Gregor Rohmann (de).
Boockmann est co-rédacteur en chef de Geschichte in Wissenschaft und Unterricht (de) (depuis 1987), des Göttingische Gelehrte Anzeigen (de) (depuis 1988 avec Ulrich Schindel (de)) et de la Zeitschrift für Kunstgeschichte (de) (depuis 1988). Il est membre de la direction centrale des Monumenta Germaniae Historica depuis 1978 et membre titulaire de l'Académie des sciences de Göttingen depuis 1987. Boockmann travaille pendant de nombreuses années au sein de la commission des manuels germano-polonais (de).

## Axes de recherche
Presque toutes les représentations publiées par Boockmann connaîsent plusieurs éditions. Boockmann est un grand spécialiste de la fin du Moyen Âge, en particulier des villes du Saint-Empire. Ses études Gelehrte Räte (1981), Der Streit um das Wilsnacker Blut (1982) et Spätmittelalterliche deutsche Stadt-Tyrannen (1983) sont à l'origine de nouvelles recherches sur la structure des couches dirigeantes des villes. Son ouvrage le plus connu est probablement Die Stadt im späten Mittelalter (1986). Les recherches de Boockmann se concentrent également sur l'Ordre teutonique au XVe siècle. Siècle. Sa thèse et son habilitation portent sur des sujets concernant l'Ordre Teutonique. Cela est suivi par la représentation Der Deutsche Orden. Zwölf Kapitel aus seiner Geschichte (1981) et de l'histoire de Ost- und Westpreußen dans la série "Deutsche Geschichte im Osten Europas" (1992).
Son Einführung in die Geschichte des Mittelalters, publiée pour la première fois en 1978, est considérée comme l'une de ses œuvres les plus réussies et est publiée dans sa huitième édition en 2007. Dans ses recherches, Boockmann fait appel de manière intensive à des témoignages iconographiques. Il n'utilise pas les images comme de simples illustrations, mais les interprètent comme des sources historiques. En collaboration avec Wilhelm Treue et Herbert Jankuhn, il publie l'Athenaion-Bilderatlas sur l'histoire allemande, un volume de près de 600 illustrations. Dans son ouvrage Die Stadt im späten Mittelalter, le cadre de vie des villes à la fin du Moyen Âge est illustré en images. Boockmann livre avec ses œuvres Mitten in Europa. Deutsche Geschichte (1984) et Stauferzeit und spätes Mittelalter. Deutschland 1125–1517 (1987) deux fois des résumés sur toute une époque.
Boockmann avait déjà terminé sa contribution au XVe siècle pour la dernière édition (2008) du « Handbuch der deutschen Geschichte (de) » (« Gebhardt ») et a traité la littérature de recherche jusqu'en 1991/92. Après sa mort, son élève universitaire Heinrich Dormeier (de) évalue la littérature scientifique jusqu'en 2004 et corrige et complète le texte. En 1990, Boockmann publie une biographie de son professeur académique Heimpel. Boockmann blanchit littéralement Heimpel de ses implications nationales-socialistes.
Boockmann n'a pas pu achever une Geschichte der deutschen Universität. Dans sa postface, l'éditeur Wolf Jobst Siedler (de), qui a publié le livre, rend hommage à Boockmann en tant que "conteur d'histoire et d'histoires", qui dispose d'un "art de présenter le passé comme présent 

## Publications
monographies
- Laurentius Blumenau. Fürstlicher Rat, Jurist, Humanist. (ca. 1415–1484) (= Göttinger Bausteine zur Geschichtswissenschaft. Bd. 37, ZDB-ID 504693-2). Musterschmidt, Göttingen u. a. 1965 (Zugleich: Göttingen, Universität, Dissertation, 1961).
- Johannes Falkenberg, der Deutsche Orden und die polnische Politik. Untersuchungen zur politischen Theorie des späteren Mittelalters. Mit einem Anhang: Die Satira des Johannes Falkenberg (= Veröffentlichungen des Max-Planck-Instituts für Geschichte. Bd. 45). Vandenhoeck und Ruprecht, Göttingen 1975,  (ISBN 3-525-35354-5) (Zugleich: Göttingen, Universität, Habilitations-Schrift, 1974).
- Einführung in die Geschichte des Mittelalters. Beck, München 1978,  (ISBN 3-406-05996-1) (8. Auflage. ebenda 2007,  (ISBN 978-3-406-36677-2).
- Der Deutsche Orden. 12 Kapitel aus seiner Geschichte. Beck, München 1981,  (ISBN 3-406-08415-X) (In polnischer Sprache: Zakon krzyżacki. Dwanaście rozdziałów jego historii (= Klio w Niemczech. Bd. 3). Volumen, Warschau 1998,  (ISBN 83-7233-048-4); in russischer Sprache: Немецкий орден. Двенадцать глав из его истории. Ладомир, Москва 2004,  (ISBN 5-86218-450-3); in litauischer Sprache: Vokiečių ordinas. Dvylika jo istorijos skyrių. Aidai, Vilnius 2003,  (ISBN 9955-445-63-7).
- Die Marienburg im 19. Jahrhundert. Propyläen Verlag, Frankfurt am Main u. a. 1982,  (ISBN 3-549-06661-9).
- Die Stadt im späten Mittelalter. Beck, München 1986,  (ISBN 3-406-31565-8).
- Stauferzeit und spätes Mittelalter. Deutschland 1125–1517 (= Das Reich und die Deutschen. Bd. 7). Siedler, Berlin 1987,  (ISBN 3-88680-158-6).
- Geschäfte und Geschäftigkeit auf dem Reichstag im späten Mittelalter (= Schriften des Historischen Kollegs. Vorträge. Bd. 17). München 1988 (Digitalisat).
- Ostpreußen und Westpreußen (= Deutsche Geschichte im Osten Europas). Siedler, Berlin 1992,  (ISBN 3-88680-212-4).
- Fürsten, Bürger, Edelleute. Lebensbilder aus dem späten Mittelalter. Beck, München 1994,  (ISBN 3-406-38534-6).
- Wissen und Widerstand. Geschichte der deutschen Universität. Siedler, Berlin 1999,  (ISBN 3-88680-617-0).
- Wege ins Mittelalter. Historische Aufsätze. Beck, München 2000,  (ISBN 3-406-46241-3).
- mit Heinrich Dormeier: Konzilien, Kirchen- und Reichsreform (1410–1495) (= Handbuch der deutschen Geschichte. Bd. 8). 10., völlig neu bearbeitete Auflage. Klett-Cotta, Stuttgart 2005,  (ISBN 3-608-60008-6).

rédactions
- Die Anfänge der ständischen Vertretungen in Preußen und seinen Nachbarländern (= Schriften des Historischen Kollegs. Kolloquien. Bd. 16). Unter Mitarbeit von Elisabeth Müller-Luckner. Oldenbourg, München 1992,  (ISBN 978-3-486-55840-1) (Digitalisat).
- mit Bernd Moeller (de) und Karl Stackmann (de): Lebenslehren und Weltentwürfe im Übergang vom Mittelalter zur Neuzeit. Politik – Bildung – Naturkunde – Theologie. Bericht über Kolloquien der Kommission zur Erforschung der Kultur des Spätmittelalters 1983 bis 1987 (= Abhandlungen der Akademie der Wissenschaften zu Göttingen, Philologisch-Historische Klasse. Folge 3, Nr. 179). Vandenhoeck & Ruprecht, Göttingen 1989,  (ISBN 3-525-82463-7).